# Alyssum gymnopodum
Alyssum gymnopodum là một loài thực vật có hoa trong họ Cải. Loài này được P.A.Smirn. mô tả khoa học đầu tiên năm 1939 publ. 1940.